# Ахмед Хадърчали
Ахмед Хадърчали (Хадърчалъ) е български общественик от турски произход, дългогодишен общински съветник във Варна, Княжество България.

## Биография
Според изследователите на живота на Петко Киряков, Ахмед Хадърчали произхожда от село Хадърча във Варненска кааза, Силистренски еялет на Османската империя. Обучава се в духовно училище и става имам в селото. След Освобождението се преселва във Варна, където отваря кафене в близост до Тахта джамия в Турската махала. На първите редовни избори за градски съвет, проведени на 31 ноември 1878 година Ахмед ефенди е избран за член на Варненския общински съвет.
През 1888 г. заедно с Никола Провадалиев са избрани за помощници на новия кмет на Варна Киро Меразчиев. По съображения, че новоизбраното ръководство е съставено от неграмотни лица, на това се противопоставят девет от членове на Общинския съвет, които подават оставка. Сътрудничеството с радославистите продължава, когато на проведените общински избори във Варна през 1894 г. Ахмед ефенди е избран за общински съветник от Бюрото на Народната партия 	На 11 септември същата година, Ахмед Хадърчали е избран за народен представител в VIII обикновено народно събрание. През 1895 г. е част от листата на опозиционната Либерална партия (радослависти), но е преизбран за член на Варненския общински съвет. На следващите избори за IX обикновено народно събрание се наблюдава отлив на подкрепа и Ахмед ефенди не е избран за делегат от Варна. Продължава участието си с Либералната партия в общинския съвет и след изборите през 1899 г. Запазени са сведения, че Ахмед Хадърчали е кандидат за общински съветник и през 1902 г., а през 1913 г. отново е кандидат за депутат в предсрочните избори, обявени в резултат на неуспешната политика при Балканските войни.